# 石田瑠美子
石田 瑠美子（いしだ るみこ、1995年3月18日 - ）は、岩手朝日テレビのアナウンサー。

## 人物
富山県砺波市出身。趣味は健康について勉強すること、ドラマの世界に浸ること。
特技はヨガ（プロフェッショナルヨガ検定レベル1）、書道。

## 略歴
- 2016年2月、「伊豆大島椿まつり」のイベントとして、「第25代椿の女王」に選出[2]。
- 7月、「ミス・ワールド・ジャパン2016」のファイナリストに選出[3]
- 2018年3月 慶應義塾大学[4]卒業。
- 4月、岩手朝日テレビ入社、『スーパーJチャンネルいわて』キャスターを担当。
- 2021年4月、『Go!Go!いわて』番組進行を担当。

## 担当番組
- Go!Go!いわて（番組進行、2021年4月 - ）
- スーパーJチャンネルいわて(キャスター、月-木担当[5]。2018年4月 - 2021年3月)
- 輝け！銀河の国の星たち いわてスポーツ応援宣言(MC)
- IATニュース